# Ouratea recurva
Ouratea recurva är en tvåhjärtbladig växtart som först beskrevs av Van Tiegh., och fick sitt nu gällande namn av C. Sastre. Ouratea recurva ingår i släktet Ouratea och familjen Ochnaceae. Inga underarter finns listade i Catalogue of Life.